# Martina Coronato
Martina Coronato (* 4. September 2001) ist eine uruguayische Leichtathletin, die sich auf den Sprint spezialisiert hat.

## Sportliche Laufbahn
Erste internationale Erfahrungen sammelte Martina Coronato im Jahr 2016, als sie bei den U18-Südamerikameisterschaften in Concordia mit 12,80 s in der Vorrunde im 100-Meter-Lauf ausschied und auch über 200 Meter mit 26,25 s den Finaleinzug verpasste. 2021 schied sie bei den U23-Südamerikameisterschaften in Guayaquil mit 12,16 s und 25,11 s jeweils im Vorlauf aus und anschließend belegte sie bei den U23-Südamerikameisterschaften ebendort mit 24,73 s den fünften Platz im 200-Meter-Lauf und verpasste mit 11,97 s den Finaleinzug über 100 Meter. Im Jahr darauf gewann er bei den U23-Südamerikameisterschaften in Cascavel in 11,71 s die Bronzemedaille über 100 Meter hinter der Ecuadorianerin Anahí Suárez und Vida Caetano aus Brasilien. 2023 schied sie bei den Südamerikameisterschaften in São Paulo mit 12,00 s und 25,36 s jeweils nicht über den Vorlauf über 100 und 200 Meter hinaus. Im Jahr darauf verpasste sie dann bei den Hallensüdamerikameisterschaften in Cochabamba mit 7,69 s den Finaleinzug im 60-Meter-Lauf und gewann mit der 4-mal-400-Meter-Staffel in 4:09,39 min gemeinsam mit Millie Díaz, Sofía Ingold und María Pía Fernández hinter dem bolivianischen Team.
In den Jahren von 2020 bis 2023 wurde Coronato uruguayische Meisterin im 100-Meter-Lauf sowie von 2020 bis 2022 über 200 Meter und 2023 auch über 400 Meter und in der 4-mal-100-Meter-Staffel.

## Persönliche Bestzeiten
- 100 Meter: 10,71 s (+0,5 m/s), 29. September 2022 in Cascavel
  - 60 Meter (Halle): 7,69 s, 27. Januar 2024 in Cochabamba
- 200 Meter: 24,73 s (+0,3 m/s), 17. Oktober 2021 in Guayaquil
- 400 Meter: 57,78 s, 7. Mai 2022 in Montevideo